# Phaya Samsenthai
Koning Somdetch Brhat-Anya Samu Sena Daya Daya Buwana Natha Adipati Sri Sadhana Kanayudha, beter bekend onder de naam Phaya Samsenthai, was de oudste zoon van koning Fa Ngum en de tweede koning van het Zuidoost-Aziatische koninkrijk Lan Xang.
Samsenthai werd geboren in 1357 en volgde zijn vader op als koning van Lan Xang in 1373, nadat deze verbannen was naar Nan in Thailand. De titel Phaya Samsenthai betekent in het Nederlands: heerser over 300.000 Thais. Hij kreeg deze titel omdat een nationale census in 1376 uitwees dat er ongeveer 300.000 volwassen mannen in het koninkrijk woonden. Phaya Samsenthai was een gelovig man en stichtte daarom vele tempels en scholen door het gebied. Hij vestigde ook een administratieve infrastructuur naar Siamees voorbeeld. Hij stierf in 1417 op 60-jarige leeftijd. Zijn heerschappij was een gouden tijd voor de handel in Lan Xang. Na zijn dood ontbrandde er een machtsstrijd die zou duren tot de komst van koning Photisarat in 1520.
Hij heeft voor zover bekend 4 vrouwen gehad. De eerste was zijn nicht, prinses (Chao Fa Nying) Keo Noi Nong Hiao, ook wel bekend als koningin (Mahadevi) Buwana Dhani Fa (Bua Then Fa). Dit was de dochter van koning Kham Hiao, de laatste koning van Sawa. Phaya Samsenthai trouwde met haar in 1377. Zijn tweede vrouw was Nang Nayunsari (Noi On Sor), dit was de dochter van de koning van Lanna. Zijn derde vrouw was Nang Kaeva Yudhi Fa (Keo Yot Fa), de dochter van de koning van Ayutthaya. En zijn vierde vrouw was prinses Nang Sri Devi (Sida), de dochter van de prins van Chiengtung (Xieng Hung).
Voor zover bekend had Phaya Samsenthai op zijn minst 6 zonen en 5 dochters uit deze huwelijken, waaronder:
- Prins (Chao Fa) Lamakamadinga (Lan Kham Deng), die hem opvolgde in 1417. Dit was een zoon van Keo Noi Nong Hiao.
- Prins (Chao Fa) Luajaya (Lue Sai), die koning zou worden in 1432.
- Prins (Chao Fa) Kama Dharmasara (Kham Tam Sa), die koning zou worden in 1432. Dit was een zoon van Sri Devi.
- Prins (Chao Fa) Gunikama, Brhat-Anya Chikrama (Kong Kham), die koning zou worden in 1430. Dit was een zoon van Nayunsari.
- Prins (Chao Fa) Wangpuri, Brhat-Anya Kunapasakra, (Sao Tia Kaphat), die koning zou worden in 1441. Dit was een zoon van Kaeva Yudhi Fa.
- Kham Keut, zoon van een slavin die koning zou worden in 1436.
- Prinses (Chao Fa Nying) Kaeva Kumari (Keo Phim Fa), die koningin zou worden in 1438. Zij was het oudste kind van Phaya Samsenthai.
- Prinses (Chao Fa Nying) Anuja (Anocha).
- Prinses (Chao Fa Nying) Manura (Manora).
- Prinses (Chao Fa Nying) Supadhatri (Supatthat).
- Prinses (Chao Fa Nying) Mahakani (Mahakai), dit was een dochter van Kaeva Yudhi Fa. Zij stierf in haar vijfde levensjaar.